# أليكسا أفراموفيتش
أليكسا أفراموفيتش (بالصربية: Алекса Аврамовић) مواليد 25 أكتوبر 1994 في تشاتشاك، صربيا والجبل الأسود، هو لاعب كرة سلة صربي. بدأ مسيرته الاحترافية في سنة 2013. يلعب مع بالاكانسترو فاريزي كلاعب هجوم خلفي. يحمل الرقم 4.

## روابط خارجية
- أليكسا أفراموفيتش على موقع الدوري الأوروبي لكرة السلة (الإنجليزية)
- أليكسا أفراموفيتش على موقع الدوري الإسباني لكرة السلة (الإسبانية)
- أليكسا أفراموفيتش على موقع كرة السلة الأوروبية.كوم (الإنجليزية)
- أليكسا أفراموفيتش على موقع ريلجم (الإنجليزية)
- أليكسا أفراموفيتش على موقع بروبوليرز (الإنجليزية)
- أليكسا أفراموفيتش على موقع سبورتس رفرنس (الإنجليزية)